# Вудворд (Айова)
Вудворд (англ. Woodward) — місто (англ. city) в США, в окрузі Даллас штату Айова. Населення — 1346 осіб (2020).

## Географія
Вудворд розташований за координатами 41°50′30″ пн. ш. 93°55′20″ зх. д. / 41.84167° пн. ш. 93.92222° зх. д. (41.841702, -93.922180).  За даними Бюро перепису населення США в 2010 році місто мало площу 6,38 км², уся площа — суходіл. В 2017 році площа становила 9,44 км², уся площа — суходіл.

## Демографія
Згідно з переписом 2010 року, у місті мешкали 1024 особи в 455 домогосподарствах у складі 274 родин. Густота населення становила 160 осіб/км².  Було 503 помешкання (79/км²).
Расовий склад населення:
| - 95,3 % — білих - 1,1 % — чорних або афроамериканців - 0,9 % — азіатів - 0,6 % — корінних американців |

До двох чи більше рас належало 2,1 %. Частка іспаномовних становила 2,2 % від усіх жителів.
За віковим діапазоном населення розподілялося таким чином: 22,8 % — особи молодші 18 років, 64,1 % — особи у віці 18—64 років, 13,1 % — особи у віці 65 років та старші. Медіана віку мешканця становила 40,4 року. На 100 осіб жіночої статі у місті припадало 90,0 чоловіків;  на 100 жінок у віці від 18 років та старших — 93,4 чоловіків також старших 18 років.
Середній дохід на одне домашнє господарство  становив 64 269 доларів США (медіана — 58 125), а середній дохід на одну сім'ю — 72 352 долари (медіана — 66 917). За межею бідності перебувало 19,2 % осіб, у тому числі 12,8 % дітей у віці до 18 років та 19,4 % осіб у віці 65 років та старших.
Цивільне працевлаштоване населення становило 670 осіб. Основні галузі зайнятості: освіта, охорона здоров'я та соціальна допомога — 38,5 %, фінанси, страхування та нерухомість — 9,1 %, науковці, спеціалісти, менеджери — 8,5 %, роздрібна торгівля — 8,2 %.